# Roberto Belangero
Roberto Belangero (San Paolo del Brasile, 28 giugno 1928 – San Paolo del Brasile, 30 ottobre 1996) è stato un calciatore e allenatore di calcio brasiliano, di ruolo centrocampista.

## Caratteristiche tecniche
Giocava come centrocampista, svolgendo il ruolo di mediano di copertura.

## Carriera

### Club
Nato a San Paolo, iniziò la carriera nel Corinthians, squadra appunto della sua città; e ivi la proseguì fino al 1960. Nel corso della sua militanza nel club, vinse sei titoli, tre tornei Rio-San Paolo e tre campionati statali, formando l'ossatura della squadra che vedeva diversi giocatori della Nazionale tra le sue file (Cláudio, Gilmar e altri). Terminato il periodo di successi — che per lui di fatto finì nel 1954 — si trasferì in Argentina, al Newell's Old Boys, per terminarvi la carriera.

### Nazionale
Assiduamente presente durante le qualificazioni al campionato mondiale di calcio 1958 e partecipante a due edizioni del Campeonato Sudamericano de Football (Uruguay 1956 e Perù 1957, mancò la rassegna mondiale a causa di un infortunio.

## Palmarès

### Giocatore

#### Club

##### Competizioni nazionali
- Torneo Rio-San Paolo: 3

Corinthians: 1950, 1953, 1954
- Campionato paulista: 3

Corinthians: 1951, 1952, 1954

#### Nazionale
- Trofeo O'Higgins: 1

1955
- Coppa Oswaldo Cruz: 1

1955